# 呂雉
呂 雉（りょ ち）は、漢の高祖劉邦の皇后。恵帝の母。字は娥姁（女偏に句）。諡は高后（高皇后）。夫・劉邦の死後、皇太后・太皇太后となる。現代では呂后と呼ばれることが最も多いが、他に呂太后、呂妃とも呼ばれる。「中国三大悪女」として唐代の武則天（則天武后）、清代の西太后と共に名前が挙げられる。

## 生涯

### 皇后となるまで
単父の有力者の呂公（呂文叔平）の娘として生まれた。当時沛県の亭長（宿場役人）だった劉邦が呂公の酒宴に訪れた際に酒宴を仕切っていた蕭何に「進物一万銭」とはったりを書いた劉邦に呂公が感心し、妻の反対を押し切って劉邦に嫁がせ、一男一女（恵帝・魯元公主）をもうけた。この時は劉邦の父の劉太公の農業を助け、懸命に子供たちを育てていた。ちなみに妹の呂嬃は樊噲に嫁いだ。この時、人相を見る老人が呂雉に対し「天下を取られる貴婦人の相がある」と言われ、また秦の始皇帝が「東南のほうに天子の気がある」と言い、始皇帝が巡幸した際に身の危険を感じた劉邦が山奥へ逃げるも、呂雉はすぐに探し当て劉邦が不思議がると呂雉は「あなたのいる所には雲気が立ちこめているので分かるのです」と言ったという。これらが噂となり、劉邦に仕える者が多かったという。
秦末動乱期及び楚漢戦争開始直後は、沛県で劉太公や子供達とともに夫の留守を守っていたようである。
しかし楚漢戦争が激化し、彭城の戦いで劉邦が項羽に敗れると、呂雉は舅・太公とともに楚陣営に捕らえられ人質になってしまう（恵帝と魯元公主は劉邦と合流、関中に逃れることに成功するが、その際に劉邦が子を捨てる騒動が起こっている）。
これ以降の楚漢戦争は、劉邦の配下である韓信らによる楚陣営各国の切り崩しと平定、そして太公と呂雉の身柄の解放が焦点となり、項羽側が有利でありつつも膠着状態に陥った。しかし紀元前203年に入ると、韓信等による楚陣営の切り崩しが成功し、形勢は逆転する。窮地に陥った項羽は劉邦と講和し、呂雉は太公と共に劉邦の元に帰ることを許された。
翌紀元前202年、劉邦は項羽を滅ぼして皇帝となり、呂雉は皇后に立てられた。しかし、まだ政情は劉邦が自ら反乱の討伐に出向かねばならぬほど不安定であり、また宮中では劉邦の後継者を巡り暗闘が始まっていた。このような状況の下で、呂皇后は夫の留守を預かり、紀元前196年に淮陰侯韓信の下僕の密告で、韓信が反乱を企てたことを知り蕭何と計りこれを召し出して処刑する一方、自分の実家の呂氏一族、および張良らの重臣の助けを借りて、皇太子となった劉盈の地位の安定に力を尽くした。

### 呂太后の専横
劉邦が没して劉盈（恵帝）が即位すると、呂后は皇太后としてその後見にあたる。また、自らの地位をより強固なものにするため、張耳の息子張敖と魯元公主とのあいだに生まれた娘（恵帝の姪に当たる）を恵帝の皇后（張皇后）に立てた。だが、高祖の後継を巡る争いは根深く尾を引いており、恵帝即位後間もなく呂后は、恵帝の有力なライバルであった高祖の庶子の斉王劉肥、趙王劉如意の殺害を企て、斉王暗殺は恵帝によって失敗するが、趙王を殺害した。呂后はその生母戚夫人を奴隷とし、趙王如意殺害後には、戚夫人の両手両足を切り落とし、目玉をくりぬき、薬で耳・声を潰し、その後便所に置いて人彘（人豚）と呼ばせ、そのさまを笑い転げながら見ていたと史書にはある（なお、古代中国の厠は、広く穴を掘った上に張り出して作り、穴の中には豚を飼育して上から落ちてくる糞尿を「餌」にする「豚便所」であった。戚氏を厠に入れたことから、豚に喩えたと思われる）。
これに激しく落胆した恵帝は政務を放棄し、酒に溺れ間もなく死去する。死去後の葬儀で呂后が激しく嘆くも涙が出ていないことを張良の息子張辟彊から聞きつけた陳平は、呂后が今後に不安を抱いていることを見抜き、呂后に実家の呂氏一族を重役に立てることを進言した。呂后は恵帝の遺児である（前）少帝を立て、呂氏一族や陳平、周勃ら建国の元勲たちの協力を得て、政治の安定を図る。しかしこの頃から、各地に諸侯王として配された劉邦の庶子を次々と暗殺し、その後釜に自分の甥たちなど呂氏一族を配して外戚政治を執り、自分に反抗的な少帝を殺害して劉弘（後少帝）を立てるなどの行動をとり、劉邦恩顧の元勲たちからの反発を買うようになる。また、元勲たちも自らの暗殺を不安視したために、ろくに仕事をしなくなった。呂后自身このことには気が付いていたようで、日食が起きた時には周囲の者に「私のせいだ」と言っていたといい、死ぬ数か月前には蒼色の犬に脇の下を引っ張られる幻を見たため占い師に占わせ、少帝の祟りだと告げられた。さらには腋の病気にかかり、甥の呂産らに元勲たちの動向に気をつけるようにさんざん言い聞かせ、さらに呂氏一族を中央の兵権を握る重職などに就けて万全を期した後、死去した。

## 死後
しかし間もなく、陳平や周勃らの元勲は、斉王の遺児などの皇族や諸国に残る劉氏の王と協力して呂氏一族を斬った上で、恵帝の異母弟・代王劉恒を皇帝に擁立した。これが文帝である。文帝擁立の前後には少帝弘も、恵帝の実子ではなく呂后がどこからか連れてきた素性の知れぬ者という理由で、恵帝の子とされていた常山王劉朝（軹侯）、淮陽王劉武（壷関侯）らと共に殺された。また、呂后の妹の呂嬃は鞭打ちの刑で処刑され、呂嬃の息子の樊伉も処刑された。呂氏の血を引く者のうち、粛清されなかったのは、魯元公主が生んだ張敖の子である張皇后と張偃のみであった（公主は母の呂后に先だって死去している）。

## 評価
呂后の時代は、皇族や元勲が殺害されるなど、何かと血腥い事件の続いた時代であり、呂氏一族も呂后の死後誅殺されることになる。呂后の治世に関して司馬遷は「天下は安定していて、刑罰を用いることはまれで罪人も少なく、民は農事に励み、衣食は豊かになった」と評価する一方で「性格は残忍で猜疑心が強く、息子が亡くなっても悲しまず、天下を私し、功臣や王族を陰謀で陥れて残酷に族滅し、無能卑賤な呂氏を要職に就けた。その悪逆は世に隠れも無い」と非難してもいる。また、司馬遷は『史記』において、時の支配者として始皇帝・項羽・劉邦らと同じく呂太后本紀を立て、『漢書』でも同じく高后紀を立てている。
なお、新末後漢初の動乱の際、赤眉の軍勢は前漢諸帝の陵墓を盗掘し、安置されていた呂后の遺体を汚したという。光武帝は呂雉から皇后の地位と高皇后の諡号を剥奪し、文帝の生母である薄氏を劉邦の正妻として高皇后の号を贈った。
郭沫若や佐竹靖彦など中国や日本の歴史家によると、呂雉は秦で繁栄した呂不韋の一族である可能性があるという見解が一部であるが、『史記』や『漢書』には記述が無いため真相は不明である。

## 呂雉が登場する作品
小説
- 『項羽と劉邦』（司馬遼太郎）
- 『中国英傑伝』（海音寺潮五郎）
- 『劉邦の宦官』（黒澤はゆま）
- 『呂后』（塚本靑史)
- 『劉邦』（宮城谷昌光)

映画
- 『項羽と劉邦/その愛と興亡』（1994年、中国・香港、演：コン・リー）
- 『項羽と劉邦 鴻門の会』（2012年、中国、演：チン・ラン）

テレビドラマ
- 『項羽と劉邦・背水の陣』（1991年、中国、演：柳格格）
- 『劉邦と項羽』（1997年、中国、演：于小慧）
- 『大漢風 〜項羽と劉邦〜』（2004年、中国、演：ン・シンリン）
- 『項羽と劉邦』（2004年、香港、演：マギー・チョン）
- 『劉邦の大風歌 -漢建国記-』（2009年、中国、演：ワン・ジー）
- 『THE MYTH/神話』（2009年、中国、演：チェン・ズーハン）
- 『項羽と劉邦 King's War』（2012年、中国、演：チン・ラン）
- 『美人心計〜一人の妃と二人の皇帝〜』（2012年、中国、演：ダイ・チュンロン）

漫画
- 『史記』（横山光輝）
- 『項羽と劉邦』（横山光輝）
- 『レッドドラゴン』 (池野雅博)
- 『中国三大悪女 呂雉』(本橋馨子)
- 『赤龍王』（本宮ひろ志）